# Pedro Fernández de Frías
Pedro Fernández de Frías (Burgos, 1350 circa – Firenze, 19 settembre 1420) è stato uno pseudocardinale spagnolo, creato dall'antipapa Clemente VII, poi confermato da papa Martino V.

## Biografia
Nacque a Burgos intorno al 1350.
L'antipapa Clemente VII lo elevò al rango di (pseudo) cardinale nel concistoro del 23 gennaio 1394. Nel 1411 promosse la costruzione della cappella dell'Annunziata a Cori. In seguito, abbandonò l'obbedienza avignonese e venne perdonato da papa Martino V, che lo confermò nel suo titolo dopo l'11 novembre 1417
Morì il 19 settembre 1420 a Firenze.